# Jan Savitt
Jan Savitt (4 de septiembre de 1907 – 4 de octubre de 1948), conocido como "El Stokowski del Swing" por haber tocado el violín en la orquesta de Leopold Stokowski, fue un director de banda, arreglista musical y violinista de nacionalidad estadounidense.

## Biografía
Su verdadero nombre era Jacob Savetnick, y nació en Shumsk, una población que en aquel momento era parte del Imperio ruso, pero que en la actualidad se encuentra en Ucrania. Criado en Filadelfia, desde temprana edad demostró tener habilidades musicales, ganando becas para estudiar violín en el conservatorio. Se le ofreció el puesto de concertino en la  Orquesta de Filadelfia dirigida por Leopold Stokowski, pero decidió continuar sus estudios en el Instituto de Música Curtis. Un año más tarde, y creyéndose ya preparado, ingresó en la formación de Stokowski, donde tocó durante siete años, tiempo en el cual Savitt se ganó prestigio como solista y como líder de un cuarteto de cuerda. 
En 1938, Jan Savitt & His Top Hatters tocó para la radio media hora todos los martes, miércoles, jueves y viernes en la emisora KYW/NBC de Filadelfia. Los sábados su actuación era de una hora, con emisión nacional. El grupo también tocó en el Earl Theatre, actuando junto a artistas como The Andrews Sisters y Los Tres Chiflados.
Inició su trayectoria con la música popular un tiempo más tarde como director musical de KYW, donde evolucionó su "ritmo shuffle", característico de su música. Numerosos programas musicales solicitaban ese ritmo, por lo cual finalmente Savitt decidió dejar KYW para formar un grupo musical de baile propio.
La banda de Savitt fue notable por contar con George Tunnell, uno de los primeros cantantes afroamericanos en actuar con un grupo musical blanco. Entre los temas grabados por Tunnell con Savitt figuran Vol Vistu Gaily Star (compuesto junto a Slim Gaillard) y Rose of the Rio Grande.
Savitt grabó piezas cortas para la serie de National Broadcasting System Thesaurus, probablemente en los años 1940. Eran piezas que las emisoras utilizaban como relleno antes de los programas habituales. El Disc 1143 del catálogo Thesaurus incluye cuatro selecciones de la Orquesta de Jan Savitt Orchestra: "I'm Afraid the Masquerade is Over "; "If I Didn't Care"; "Ring Dem Bells", y "Romance Runs in the Family".
Poco antes de llegar a Sacramento, California, con su orquesta el sábado 2 de octubre de 1948, a fin de actuar en un concierto en el Memorial Auditorium, Savitt sufrió una hemorragia cerebral y fue ingresado en el Sacramento County Hospital.  Savitt falleció el 4 de octubre con su esposa al lado de su cama.
Savitt se había casado con la modelo Barbara Ann Stillwell en el año 1940. La pareja tuvo dos hijas, Devi Marilyn y Jo Ann. Jo Ann se casó con Joel Douglas, hijo de Kirk Douglas.

## The Top Hatters
Entre los músicos que tocaron con Savitt como The Top Hatters figuran Al Leopold, Charles Jensen, Cutty Cutshall, Ed Clausen, Frank Langone, Gabe Galinas, George White, Harold Kearns, Harry Roberts, Howard Cook, Irv Leshner, Jack Hansen, Jack Pleis, James Schultz, Johnny Austin, Johnny Warrington, Maurice Evans, Morris Rayman y Sam Sachelle.

## Selección de su discografía
- 1967 : The Top Hatters (1939–1941), Decca Records Jazz Heritage Series